# Stadio Aimé Giral
Lo stadio Aimé Giral (in francese Stade Aimé-Giral; in catalano Estadi Aimé Giral) è un impianto di rugby di Perpignano, in Francia.
Di proprietà dell'USA Perpignan, compagine cittadina di rugby a 15, è utilizzato anche dai Dragons Catalans, squadra professionistica di rugby a 13.
È intitolato alla memoria di Aimé Giral, già giocatore storico dell'USA Perpignan, che morì al fronte durante la prima guerra mondiale.